# Feline Lower Urinary Tract Disease
Die Feline Lower Urinary Tract Disease (FLUTD, „untere Harnwegserkrankung der Katzen“, Feline Lower Urinary Tract Inflammation, FLUTI; veraltet: Feline urologic syndrome, FUS) ist ein bei Hauskatzen auftretender Krankheitskomplex der ableitenden Harnwege (Harnblase und Harnröhre). Es handelt sich hinsichtlich Ursache und Entstehung eigentlich um verschiedene Erkrankungen, die den Lower Urinary Tract Symptoms des Menschen entsprechen.

Feline Anatomie in der Sagittalebene, männliches Tier, Bezeichnung der Organe in Englisch

Zwischen 4 und 10 % aller einem Tierarzt vorgestellten Katzen sind Patienten mit Harnwegserkrankungen. Eine Geschlechtsabhängigkeit besteht nicht. Die Mehrzahl der Fälle kommt im Winter und im Frühjahr vor. Die Wahrscheinlichkeit eines erneuten Auftretens bei einem einmal erkrankten Tier wird mit 30 bis 70 % angegeben. Übergewicht gilt als prädisponierender Faktor. Die Mortalitätsrate wird mit 6 bis 36 % angegeben.

## FLUTD-Ätiologie
Die Vorstellungen zur Ätiologie der FLUTD waren seit den 1960er Jahren zahlreichen Strömungen unterworfen. Zunächst wurden primär Bakterien und Viren (v. a. Caliciviren), also eine infektiöse Natur als Ursache angesehen. Heute weiß man, dass nur bei einem geringen Teil der Katzen Harnwegserkrankungen infektiöser Natur sind, bei jungen Katzen praktisch nie.
Eine in den 1970er-Jahren in Mode gekommene Hypothese fokussierte auf Struvitsteine als wichtigsten Auslöser der FLUTD. Hier wurden eine übermäßige Zufuhr von Magnesium über die Nahrung und ein zu hoher pH-Wert als wichtigste krankheitsauslösende Faktoren angenommen. Die Futtermittelindustrie reagierte auf diese Forschungsergebnisse und veränderte die Rezepturen ab Mitte der 1980er-Jahre auf magnesiumarme und harnansäuernde Inhaltsstoffe. Die Folge war, dass die Zahl der Struvitsteine rapide abnahm und an ihre Stelle Calciumoxalatsteine traten.
Eine vierte Hypothese postulierte Fehlbildungen im Urogenitaltrakt, insbesondere vesicourachale Fisteln (Überbleibsel des fetalen Harngangs, des Urachus) als maßgeblichen Faktor. Heute geht man davon aus, dass die Mehrzahl dieser Urachusfisteln eher Folge als Auslöser einer FLUTD sind.
Die jüngste Hypothese war die einer interstitiellen Cystitis (das Interstitium betreffende Blasenentzündung), vergleichbar zur Interstitiellen Cystitis des Menschen, einer gutartigen Entzündung unbekannter Genese.
Das Hauptproblem der Ätiologie ist, dass der Begriff FLUTD als Sammelbegriff ganz unterschiedlicher Krankheitsbilder verwendet wurde. Osborne u. a. (2000) empfehlen daher, den Begriff nur für Krankheiten zu verwenden, die unbekannter Genese sind („idiopathisch“), für abgrenzbare infektiöse Erkrankungen oder Harnsteine jedoch diese Bezeichnung zu vermeiden. Diese Sichtweise hat sich allerdings international nicht durchgesetzt, so dass heute im Wesentlichen drei Krankheitsbilder unter dem Begriff subsumiert werden:
1. Feline Idiopathische Cystitis (FIC)
2. infektiöse Blasenentzündung
3. Blasensteine

## Feline idiopathische Cystitis
Die feline idiopathische Cystitis (FIC) ist bei jungen und mittelalten Katzen für etwa die Hälfte der FLUTD-Fälle verantwortlich. Die Ursache ist unbekannt (Idiopathie), Stress scheint aber ein wichtiger Faktor bei der Krankheitsentstehung sein. Die FIC heilt meist nach einigen Tagen von allein aus, unterstützend kann ein Schmerzmittel verabreicht werden. Zur Rezidivprophylaxe sind eventuelle Stressoren zu erkennen und wenn möglich zu eliminieren.

## Blasensteine
Die Bildung von Blasensteinen (Urolithiasis) wird durch chemische und physikalische Faktoren im Urin bestimmt. Kommt es zu einer relativen Übersättigung bestimmter Verbindungen können diese auskristallisieren und größere Konkremente bilden. Die chemische Zusammensetzung der Steine bzw. kleineren Partikel (Blasengrieß) ist bei Katzen vor allem durch zwei Faktoren bestimmt: Futter und Trinkwasseraufnahme. Je nach Rezeptur der Futtermittelhersteller gab es in den letzten Jahrzehnten immer wieder Verschiebungen in der Zusammensetzung der Steine bei Katzen. Gegenwärtig sind Struvit (Magnesium-Ammonium-Phosphat-Hexahydrat) und Calciumoxalate (Whewellit und Weddellit) dominierend. Uratsteine treten selten auf, beispielsweise bei Vorliegen eines portosystemischen Shunts.
Im Gegensatz zum Hund entstehen Struvitsteine bei Katzen zu 95 % in sterilem Harn. Die Entfernung aus der Blase kann bei Konkrementen kleiner als 3 mm (weibliche Katze) bzw. 1 mm (Kater) durch Hydropropulsion erfolgen. Die Laserlithotripsie ist nur in wenigen Tierkliniken verfügbar, so dass größere Steine meist chirurgisch entfernt werden. Eine Auflösung der Steine kann durch Ansäuerung des Urins beispielsweise durch Methionin-Zusatz mit dem Futter erfolgen. Methionin kann bei Katzen aber eine hämolytische Anämie auslösen. Zudem sollte die Magnesium-Zufuhr über die Nahrung reduziert werden. Mit an diese Anforderungen angepasster Spezialnahrung ist eine Auflösung der Steine binnen 18 Tagen möglich.
Calciumoxalatsteine werden bei einigen Katzenrassen (Ragdoll, Britisch Kurzhaar, Orientalisch Kurzhaar, Havana, Scottish Fold, Perser, Exotic Shorthair) gehäuft beobachtet und können auch in den oberen Abschnitten des Harntrakts auftreten. Eine vermehrte Ausscheidung von Calcium und Oxalaten sowie ein konzentrierter Urin gelten ebenso als Auslöser wie eine verminderte Magnesium- oder Phosphat-Ausscheidung. Calciumoxalatsteine lassen sich nicht diätetisch auflösen, die Steigerung der Trinkmenge ist aber eine wichtige Begleittherapie. Dies kann durch Steigerung der Attraktivität der Tränken oder durch Gabe von Hydrochlorothiazid erfolgen.
Kritisch ist bei Katzen vor allem die obstruktive Urolithiasis, also die Verlegung der ableitenden Harnwege durch Steine. Dies ist ein Notfall und erfordert sofortiges tierärztliches Eingreifen.

## Infektiöse Blasenentzündung
Eine bakteriell bedingte Blasenentzündung ist bei Katzen die jünger als 10 Jahre sind selten. Nur etwa 2 % der FLUTD-Fälle sind in dieser Altersgruppe infektiös bedingt, bei älteren Tieren steigt der Anteil auf 45 %. Zumeist handelt es sich um Infektionen mit einem einzigen Erreger (Monoinfektion), wobei Staphylococcus felis und Escherichia coli die häufigsten Auslöser sind. Deutlich seltener sind Hefen (Candida albicans, Cryptococcus) und Pilze (Gießkannenschimmel, Blastomyces), die weniger als 1 % aller Harnwegsinfekte verursachen. Auch Harnblasenhaarwürmer (Capillaria plica und Capillaria feliscati) können Verursacher einer Blasenentzündung sein.
Die Diagnose wird anhand einer Urinkultur mit steril entnommenem Urin gestellt. Die Behandlung bakterieller Blasenentzündungen erfolgt am sichersten durch ein auf der Basis eines Antibiogramms gewählten Antibiotikums. Steht kein Antibiogramm zur Verfügung werden von der International Society for Companion Animal Infectious Diseases (ISCAID) Amoxicillin oder Trimethoprim-Sulfonamid-Kombinationen empfohlen, bei gramnegativen Erregern ein Fluorchinolon. Eine Behandlungsdauer von fünf bis sieben Tagen ist zumeist ausreichend, idealerweise wird das Behandlungsende durch eine negative Urinkultur abgesichert.
Komplizierte bakterielle Harnwegsinfektionen können eine Behandlung über vier bis sechs Wochen erfordern. Komplizierte Verläufe liegen vor bei mehr als zwei Infektionen pro Jahr sowie bei anatomischen oder funktionellen Veränderungen des Harntrakts. Nach etwa einer Woche sollte die Urinkultur wiederholt werden, um eine Wirksamkeitsüberprüfung des gewählten Antibiotikums vornehmen zu können.
Pilzinfektionen werden mit Fluconazol oder Amphotericin B über vier bis sechs Wochen behandelt.